# علاش (الخزف)

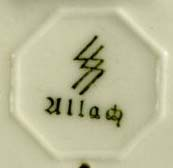
أدرجت علامة صانع Allach رونية شوتزشتافل منمقة.

علاش الخزف (وضوحا 'alak') ويعرف أيضا باسم Porzellan Manufaktur Allach تم إنتاجه في ألمانيا بين عامي 1935 و1945. بعد عامها الأول من العمل، كانت المؤسسة تديرها قوات الأمن الخاصة مع العمل القسري المقدم من معسكر الاعتقال داكاو. كان التركيز على الخزف الزخرفي — أشياء فنية للنظام النازي. 

## التاريخ
امتلك فرانز ناجي الأرض منذ عام 1925 والتي تم بناء منشأة ميونيخ آلاش عليها. مع شريكه في العمل، الفنان الخزفي البروفيسور كارل ديبيتش،  بدأ إنتاج فن الخزف. تأسس مصنع البورسلان بورزيلان مانوفاكتور آلتش كشركة خاصة في عام 1935 في بلدة آلاش الصغيرة، بالقرب من ميونيخ ، ألمانيا. في عام 1936 تم السيطرة على المصنع من قبل شوتزشتافل. رأى هاينريش هيملر، قائد SS الذي اشتهر بهوسه بالتصوف الآري، اقتناء مصنع الخزف لإنتاج الأعمال الفنية التي ستكون ممثلة، في نظر هيملر، للثقافة الجرمانية. كان Allach porcelain أحد المشاريع المفضلة لدى هيملر وأنتج تماثيل مختلفة (الجنود والحيوانات، إلخ) للتنافس في سوق البورسلان الألماني الصغير والمربح. 

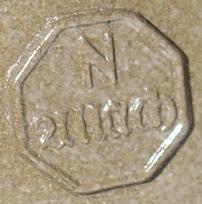
The Allach maker's mark featuring an “N” for Franz Nagy.
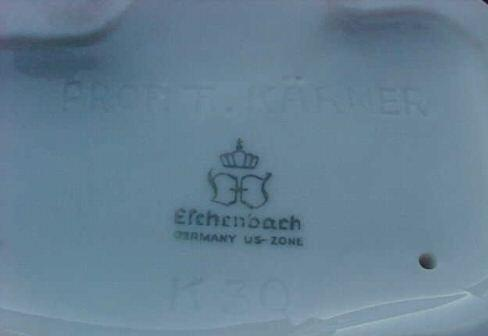
Photo of Theodor Karner work made at Eschenbach.